# Panzer General II
Panzer General II (известна и като PGII) е компютърна игра, походова стратегия, създадена за платформата Windows от „Strategic Simulations, Inc“. Излиза на 30 септември 1997 г., като шеста игра от поредицата „General“. Играе се по време на Втората световна война, включвайки събития от Испанската гражданска война от 1938 г. до хипотетични битки през 1946 г. Априлското издание от 2000 г., на списанието „PC Gamer“, слага PGII на 44-то място, в класацията за най-добра игра за всички времена.

## Описание на играта
PGII е разделен на сценарии, всеки от които представлява определена битка. Те се играят на хек карта, разделена на шестоъгълни полета. Всяко поле представя между един и два километра. Още от първия ход цялата карта е разкрита за играча, но противниковите единици не са видими.
Всеки шестоъгълник от картата, представлява един от тринадесетте вида терен, които намалят или увеличават хода на единиците. Планински, градски и горски тип полета блокират пряката видимост. Има четири вида превземаеми полета, маркирани със знаме: собственост – показва играча, владеещ полето; снабдяване – позволява разполагането на нови единици; победа – показва нужните за победа полета; победа-снабдяване – комбинира победа и снабдяване полета. Целта е да се победи противника, като се превземат всички полета победа, за определен брой ходове.
Играчът атакува противника и превзема полета, като премества единици, всяка от които е приблизително с размери на батальон, полк  или ескадрила. Играча разполага с осем вида единици, всеки с различни качества: пехота, танкове, противотанкова артилерия, разузнавачи, ПВО, артилерия, изтребители и бомбардировачи. Всяка единица има числова стойност, отговаряща на хода ѝ (в брои полета), на колко далече вижда (в брои полета), сила на атака срещу бронирани цели, не бронирани, кораби и самолети, защита срещу отдалечени цели, близки и въздушни атаки, както и за инициатива, и оставащи амуниции, и гориво. Накрая е стойността, отговаряща на останалия живот за единицата, обикновено изразена, като част от 10. При атака или защита, единиците получава опит, базиран на пораженията нанесени на противника. На 100 точки опит отговаря едно ниво (от 0 до 5). При покачване в ниво, единицата може да получи известен лидер, който ѝ дава специални способности. Средство за измерване, на цената за купуване, на нови единици и подобряването им е „престиж“. Добива се чрез превземане на полета или като награда за бърза победа.
Повечето от сценариите са базирани на реални сражения, но подобно на другите игри от поредицата, играчът има възможност да достигне до хипотетични сценарии, ако постигне добра кариера. Например Германия може да нахлуе и завладее: Британските острови, Малта, Съветския съюз и САЩ.

## Стратегия
Единиците на играча се прехвърлят от сценарий на сценарий. Оптимизирането на това, какво е най-ефективно в даден сценарий (например самолети), може да доведе до проблеми в следващ сценарий, където ефективността е различна. (Например, при карта с много ходове с лошо време, самолетите не могат да атакуват.) Оптималната стратегия, особено между сценарии в кампания, може да бъде сложна.

## Промяна на игровите характеристики
В началото на сценарий или кампания, играчът може да окаже количеството точки, давани за превземането на полета. (Това от своя страна, влияе на количеството единици на играча и колко силни са те.) Промяната на даваните точки е предназначена да промени трудността на играта. Но ефекта е малко по-различен, поради това че играчът компютър, променя стратегията си за да компенсира силата, на човека играч.
Играчът може да избира с коя страна да играе в индивидуалните сценарии (но не и в кампаниите).

## Пачове и модификации
Съществуват два официални пача, издадени за Panzer General II, 1.01 и 1.02.